# キンドリル
キンドリル（英語: kyndryl）は、アメリカ合衆国に本社を置く多国籍企業でITサービスを提供する。2021年にIBMのインフラストラクチャー・サービス部門がスピンオフされて設立され、2023年にNewsweek's のTop 100 Global Most Loved Workplaces(世界で最も愛される職場トップ100) また、複数の国で2024年のGreat Place To Work Certification™ （「働きがいのある会社」認定）を取得。

## 社名
社名のキンドリル (Kyndryl) は、親族を意味する「キンシップ (Kinship)」と、植物などのつるを意味する「tendril(テンドリル)」による造語で、顧客や社員との繋がりを表すと表明されている。

## 概要
キンドリルは大規模な情報システムの設計、構築、運用などを行うIT基盤のサービスプロバイダ。2021年11月にIBMのグローバルテクノロジーサービス部門 (GTS) の中でSI事業やアウトソーシング(Strategic Outsoursing, SO)などを担当するマネージド・インフラストラクチャー・サービス(MIS)部門が分社化して設立された。なおIBMサービス部門のうち、パブリック・クラウドのIBM Cloud、ITコンサルティングなどのグローバルビジネスサービス (GBS) 部門、そしてGTS内でもハードウェアおよびソフトウェア製品の保守部門などはIBM本体に残った。
キンドリルはIBM連結対象から外れたが、今後もIBMの製品・サービスを提供すると同時に、IBMの製品・サービスに限定しない真のオープンなインテグレータになる、との方針を説明した。
なお日本法人はキンドリルジャパンで、2021年9月1日に合同会社として設立後、2022年2月1日に株式会社に移行し、株式会社エクサの51%の株式も継承した。

## 参照項目
- キンドリルジャパン (日本法人)